# Globální rozvojové vzdělávání
Globální rozvojové vzdělávání (GRV) je označení pro celoživotní vzdělávací proces, který má přispět k pochopení rozdílů a podobností mezi životy lidí v rozvojových a rozvinutých zemích a usnadnit porozumění procesům, které tyto rozdíly a podobnosti ovlivnily a dále ovlivňují. Má rozvíjet dovednosti lidí a podporovat vytváření jejich hodnot a postojů tak, aby byli schopni a ochotni aktivně se podílet na řešení lokálních i globálních problémů.

## Zapojené instituce
Světová banka koordinuje Síť pro globální rozvojové vzdělávání (Global Development Learning Network) propojující více než 120 institucí z 80 zemí světa, které se věnují GRV, pořádají výukové kurzy, neformální diskusní setkání či virtuální konference. České Ministerstvo zahraničních věcí ve spolupráci s Ministerstvem školství, mládeže a tělovýchovy v roce 2011 vypracovalo Národní strategii globálního rozvojového vzdělávání pro období 2011–2015.